# Francesco Righetti
Francisco Righetti (it: Francesco Righetti) (1835, Breno, Tesino, Suiza - 1917, Rosario, Santa Fe, Argentina) fue un arquitecto helveto-argentino. Es el arquitecto del Palacio legislativo de Salta y de los campanarios de la Iglesia San Francisco y de la Iglesia de la Viña, que son unos de los campanarios más altos de Argentina y que fueron proyectados por el alemán José Enrique Rauch y sus construcciones dirigidas por Righetti. Además participó en la última reforma de la Catedral de Salta y en la planificación de la Plaza Güemes.
Realizó sus estudios primarios y secundarios en Suiza y los universitarios en su país natal, Italia y Austria. Realizó sus primeros trabajos en el sur de Suiza y el norte de Italia. En 1876, mientras trabajaba en Génova, fue contratado para realizar un trabajo en Argentina. En ese mismo año fundó en Salta la empresa constructora Francisco Righetti y Cía. Falleció en Rosario en 1917. 

## Galería

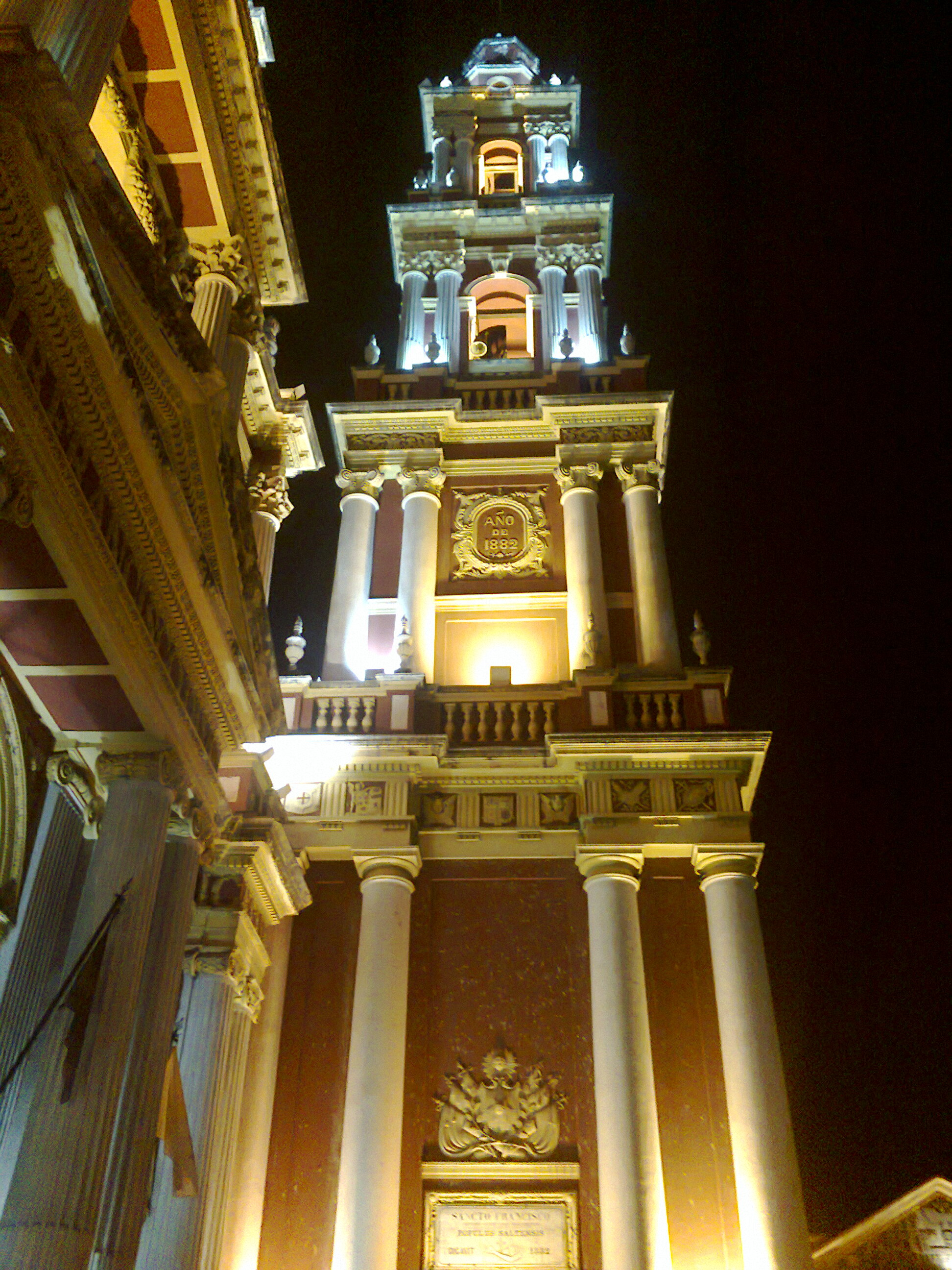
El campanario de la Iglesia San Francisco, proyectado por José Enrique Rauch y construido bajo la dirección de Righetti. - Así como el Ing. Rauch no fue el proyectista de la Iglesia La Viña de Salta; tampoco fue el autor del proyecto del campanario de la Iglesia San Francisco de Salta, toda vez que su residencia en nuestra provincia es a partir del  27 de abril del año 1.882. En esta  última fecha, el campanario se hallaba  totalmente construido e inaugurado. En cuanto a su residencia en  la Provincia de Salta, el Ing. Nacional  Rauch, manifestó ante el Sr. Provisor y Vicario Gral. de la Obispalía de Salta en fecha 27 de Abril de 1.883, que «...actualmente en  esta Ciudad, hace tres meses...», es decir desde el 27 de enero de 1.883 ( véase: Familias de Salta, Matrimonios en Salta en el Siglo XIX, Vol. III, Arq. Carlos Ferrary Esquiú Storni, 1a. Ed., año 2.010, pág. 231; Archivo Eclesiástico del  Arzobispado de Salta, Libro Iglesia de la Candelaria, Expedientes Matrimoniales 1.876 a 1.883, Información de Matrimonios, Caja 02 ). Asimismo, en el Archivo de la Basílica Menor de la  Iglesia de  San Francisco, Caja Nº 6, existe el contrato celebrado con el  Sr. Francisco Riguetti en fecha 1/10/1881, en cuyo ámbito se compromete a «...ejecutar el plano...igual al que ha presentado firmado por él... » ( véase: Patrimonio Artístico Nacional, Academia Nacional de Bellas Artes, Bs. As, 1.988, pág. 151; Estudios de Arte Argentino, La  Ciudad de Salta y su Región, Academia Nacional de Bellas Artes, Graciela Viñuales, 1.983, pág. 170 ).
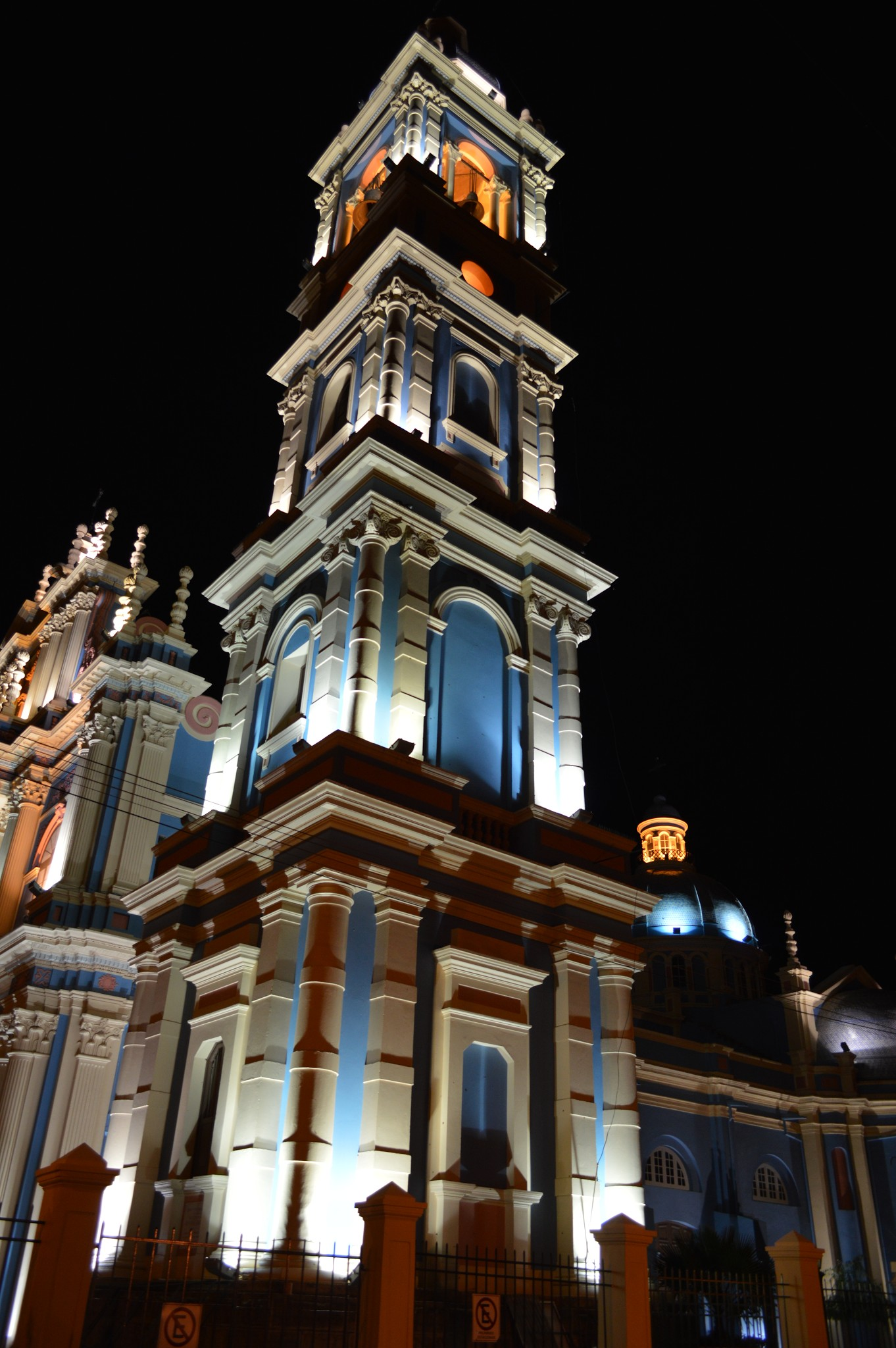
El campanario de la Iglesia de la Viña, también proyectado por José Enrique Rauch y construido bajo la dirección de Righetti.
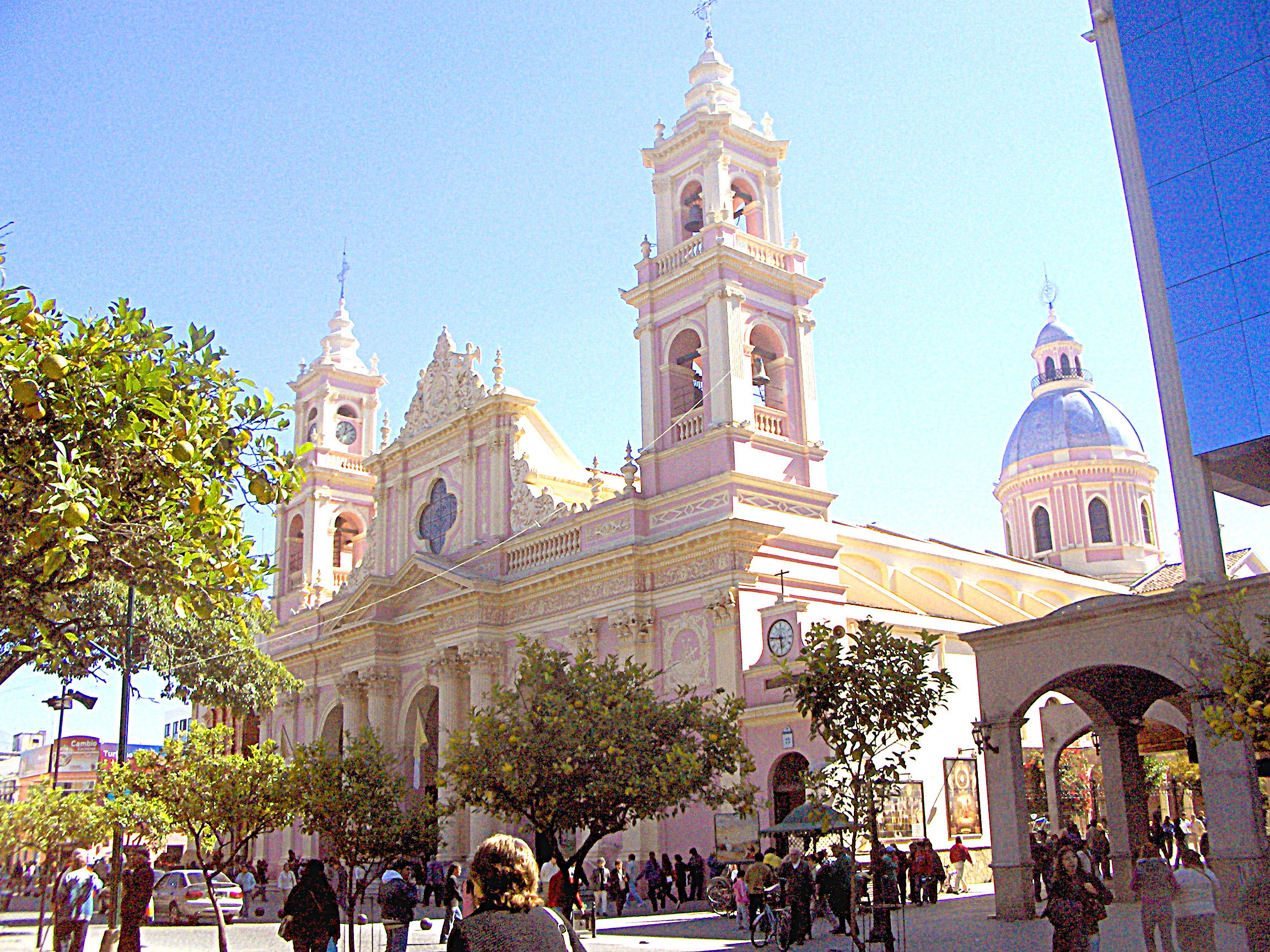
Los campanarios de la Catedral de Salta, unas de las primeras obras de Righetti en Salta.
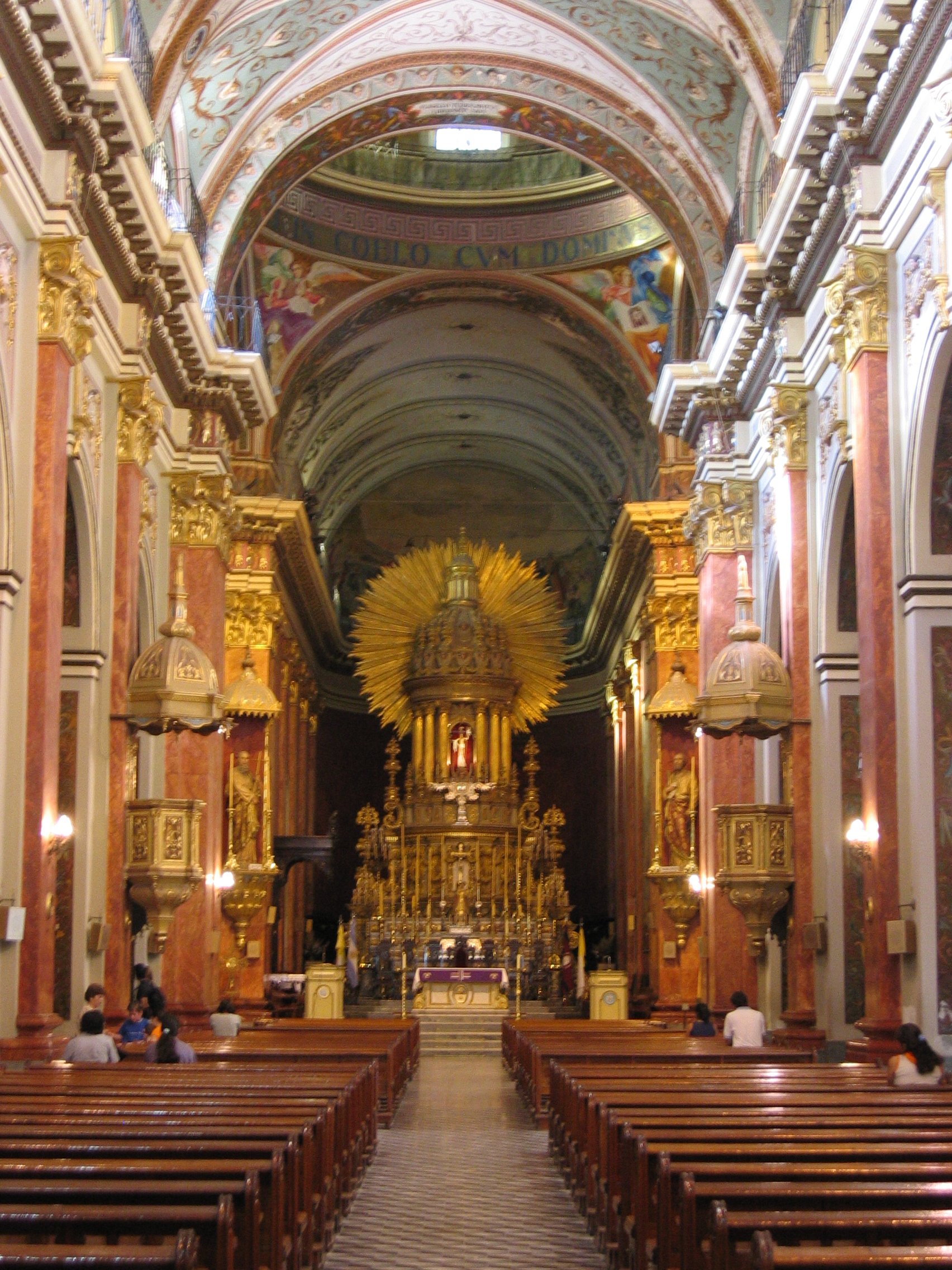
Righetti participó en la última reforma del interior de la Catedral de Salta.
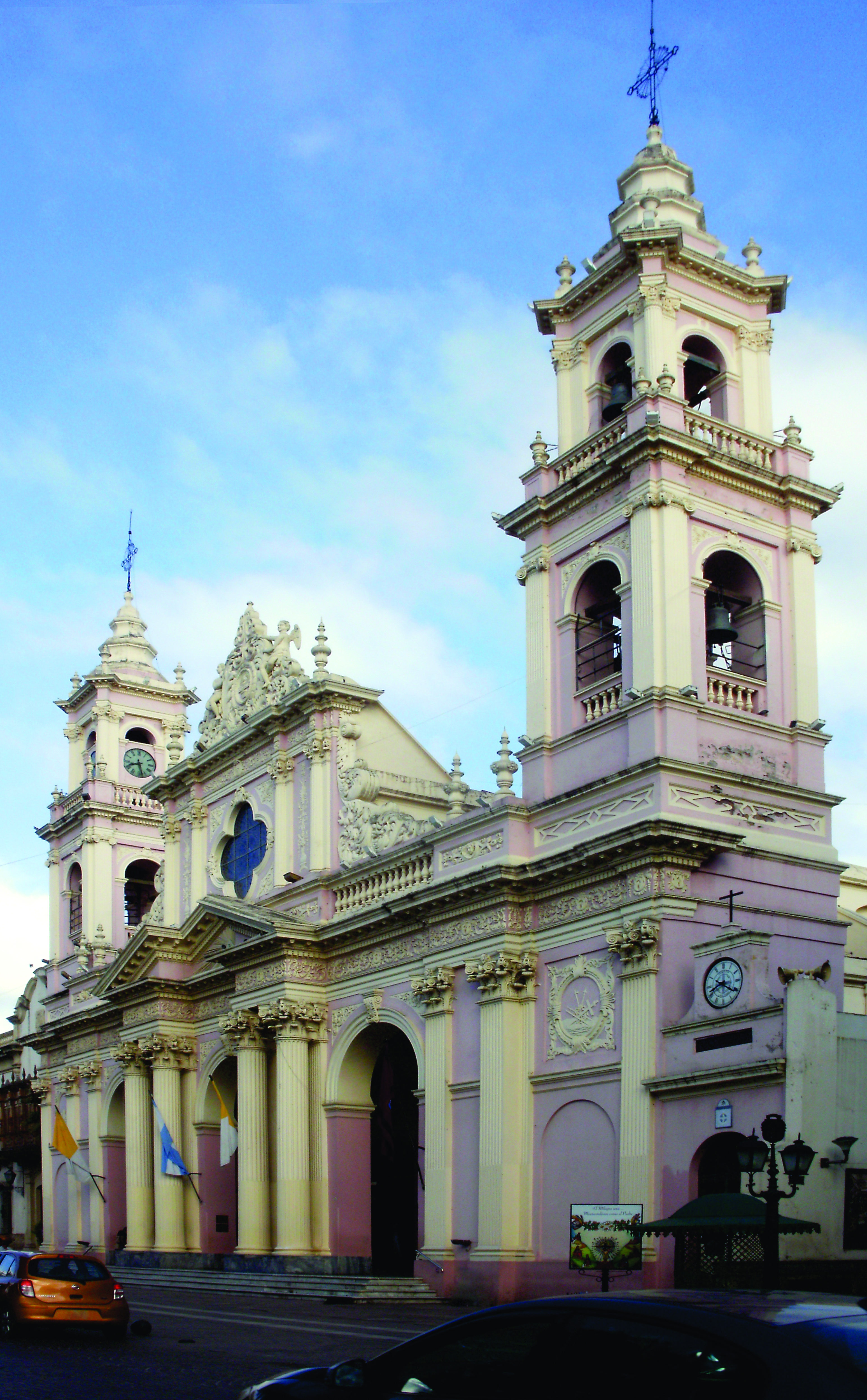
Frontis, Campanarios, Atrio y Galería lateral de la Catedral Basílica de Salta.Situada frente a la Plaza 9 de Julio, en el corazón del centro histórico de la Ciudad, esta Catedral integra un conjunto monumental con el Palacio Episcopal. Circunscribiéndonos a su parte más importante, en el año 1.873 con el fin de reanudar trabajos de construcción largamente paralizados, se contrató la construcción de la parte remanente y aún inconclusa, con la Empresa de los arquitectos Nicolás y Agustín Cánepa, excluyendo: frente, atrio, torres y galería al costado izquierdo desde la entrada a la sacristía. A partir de allí, pseudo investigaciones históricas, en algunos casos empeñados en deformar la verdad histórica sobre la autenticidad en la autoría del proyecto del frente, atrio y campanario, pretendieron y aun pretenden en esta ambigüedad, adjudicar su autoría a: ¿Bertrés?, ¿Soldati ?, ¿Georgi?, ¿Riguetti?, generando al día de la fecha, conclusiones erróneas fácilmente evitables. Un documento redescubierto por la Academia Nacional de Bellas Artes, merced a la búsqueda de documentación efectuada por la investigadora de campo, Sra. Iris Gori, bajo la supervisión del académico de número Prof. Héctor H. Schenone, restablece merced a este hallazgo de modo fehaciente, que el verdadero autor del diseño es el Sr. Maqui (apellido escrito alternativamente como Maqui o Macchi por el propio arquitecto Macchi, a fin de facilitar su pronunciación). A fs.271,el libro Patrimonio Artístico Nacional, Academia Nacional de Bellas Artes, Bs. As. año 1988, dejó consignado: «...Hemos podido levantar una interesante noticia en el Diario salteño «La Reforma» del 28 de junio de 1879 (pág. 2, 3era. columna): «...Por 29000 $ se ha contratado la obra del frontis de la Catedral, con el empresario Riguetti según el plano del Señor Maqui...».
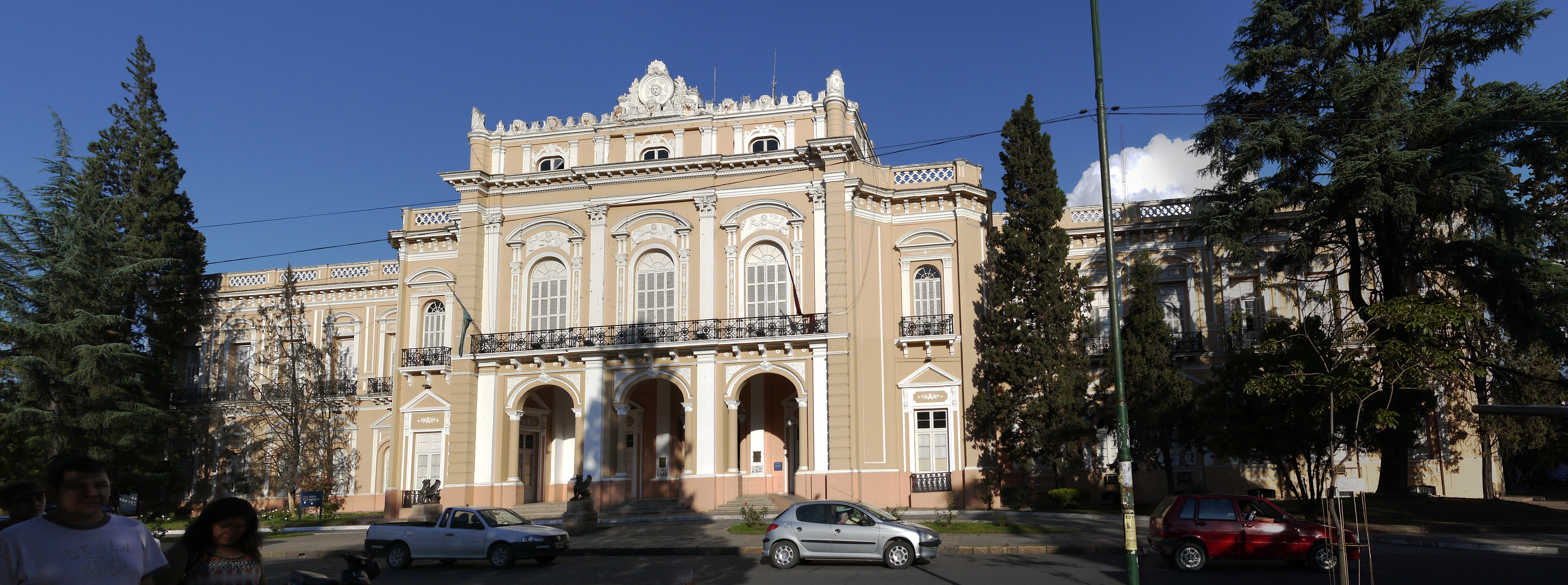
El Palacio Legislativo de Salta, obra de Righetti y otros arquitectos.
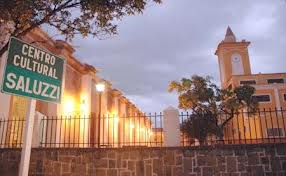
El ex-matadero municipal, actual Centro Cultural Saluzzi, obra de Righetti.
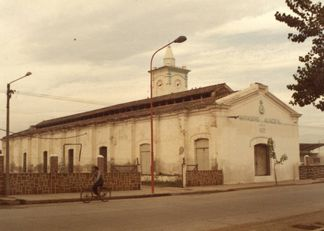
Imagen antigua del Centro Cultural Saluzzi cuando todavía funcionaba como matadero municipal.
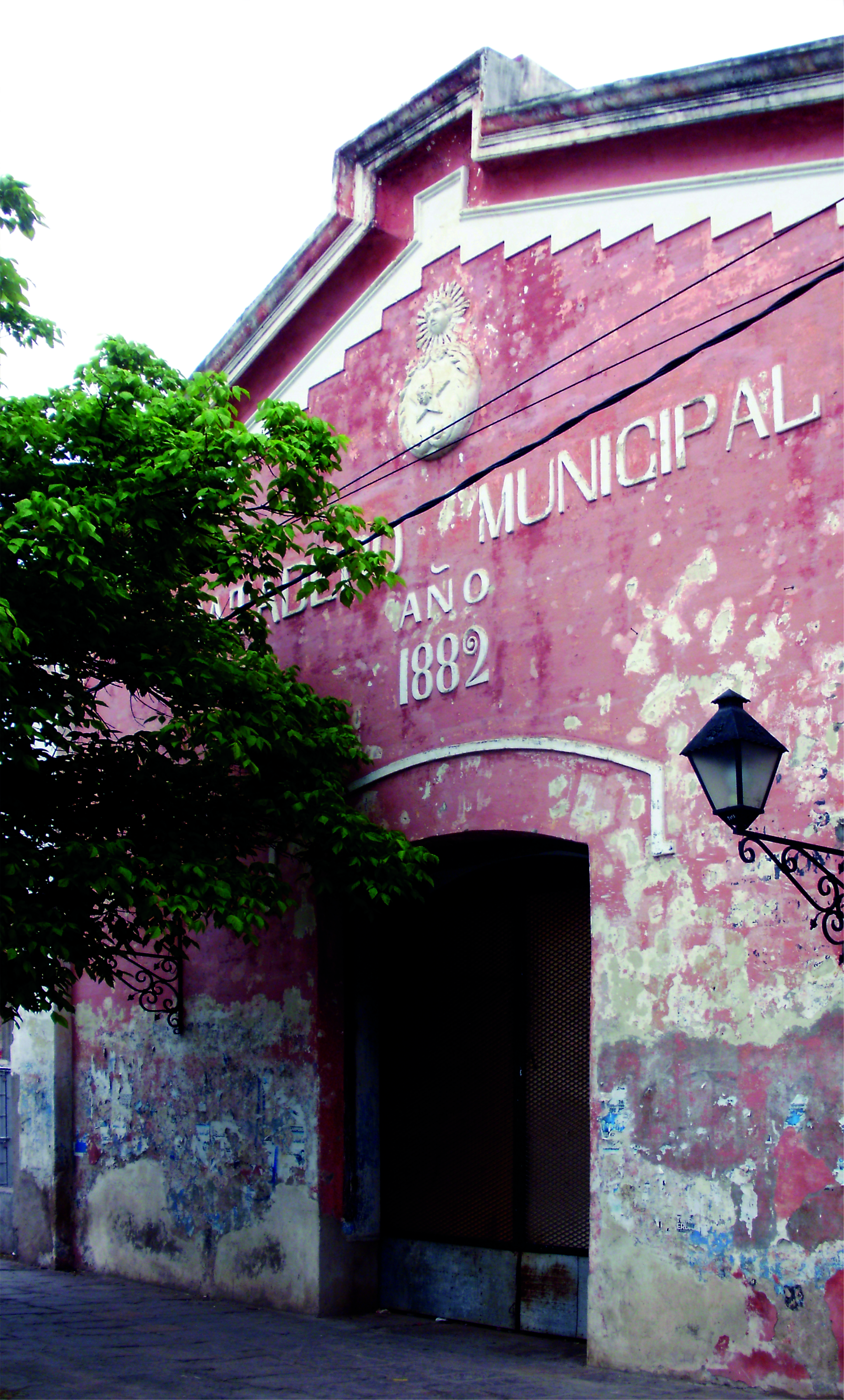
Matadero Municipal de la Ciudad de Salta.Esta obra estuvo incluida en el programa de la Municipalidad de la Ciudad de Salta en el mes de febrero del año 1882, a fin de cuidar la salud pública ante la existencia de pésimas condiciones de higiene de la carne suministrada en el mercado y demás puestos sin control veterinario, a fin que la salud no esté expuesta, ante la exigencia de una ciudad que se agrandaba duplicando la población y consumo. En aquellos tiempos, en un pequeño llano situado al pie del cerro San Bernardo, y en la prolongación de las últimas cuadras edificadas y bien pobladas, tenía lugar la carneada de cuarenta o mas reses diarias, con una simplicidad primitiva, donde el ganado pasaba sus días mal comido, bebido, quizás enfermo, después de arribar cansado de los lugares de cría y compra. Como política sanitaria, los Sres. Concejales: Dr. Elíseo F. Outes y Salustiano Sosa, despacharon sin tardanza el proyecto de construcción. La Municipalidad reunida en Consejo, la Sala de Sesiones acordó y sancionó la ordenanza respectiva, efectuándose el 16 de abril de ese año, la convocatoria a «...propuestas para la construcción de un matadero público, con sujeción al plano que existía en la oficina de la intendencia municipal...», «...el Sr. Riguetti, fue ei arquitecto designado para llevar a cabo...la obra ». La piedra fundamental fue colocada a fines del mes de agosto, licitándose primero su construcción el 21 de setiembre de igual año, posteriormente, las correspondientes a las paredes o murallas que la circundaba a una altura de cinco metros, ambas obras adjudicada a este empresario. El Matadero Municipal, fue colindante con un amplio fundo que limitaba con el río Arias, destinado a la fabricación de adobes, ladrillos, tejas, tejuelas, baldosas, balaustres etc.; muy próxima además a la Estancia Portezuelo Chico, ambas de propiedad del arquitecto Noé Macchi conde di Cellere. En síntesis: el arquitecto Riguetti no fue autor de la confección del plano, si de la ejecución de esta anhelada obra. (A.B.H.P.S Archivo y Hemeroteca de la Biblioteca Histórica de Salta; y Archivo Municipal de Salta).
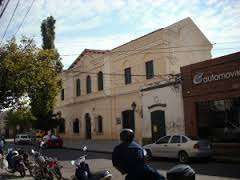
La Escuela Urquiza, obra de Righetti.
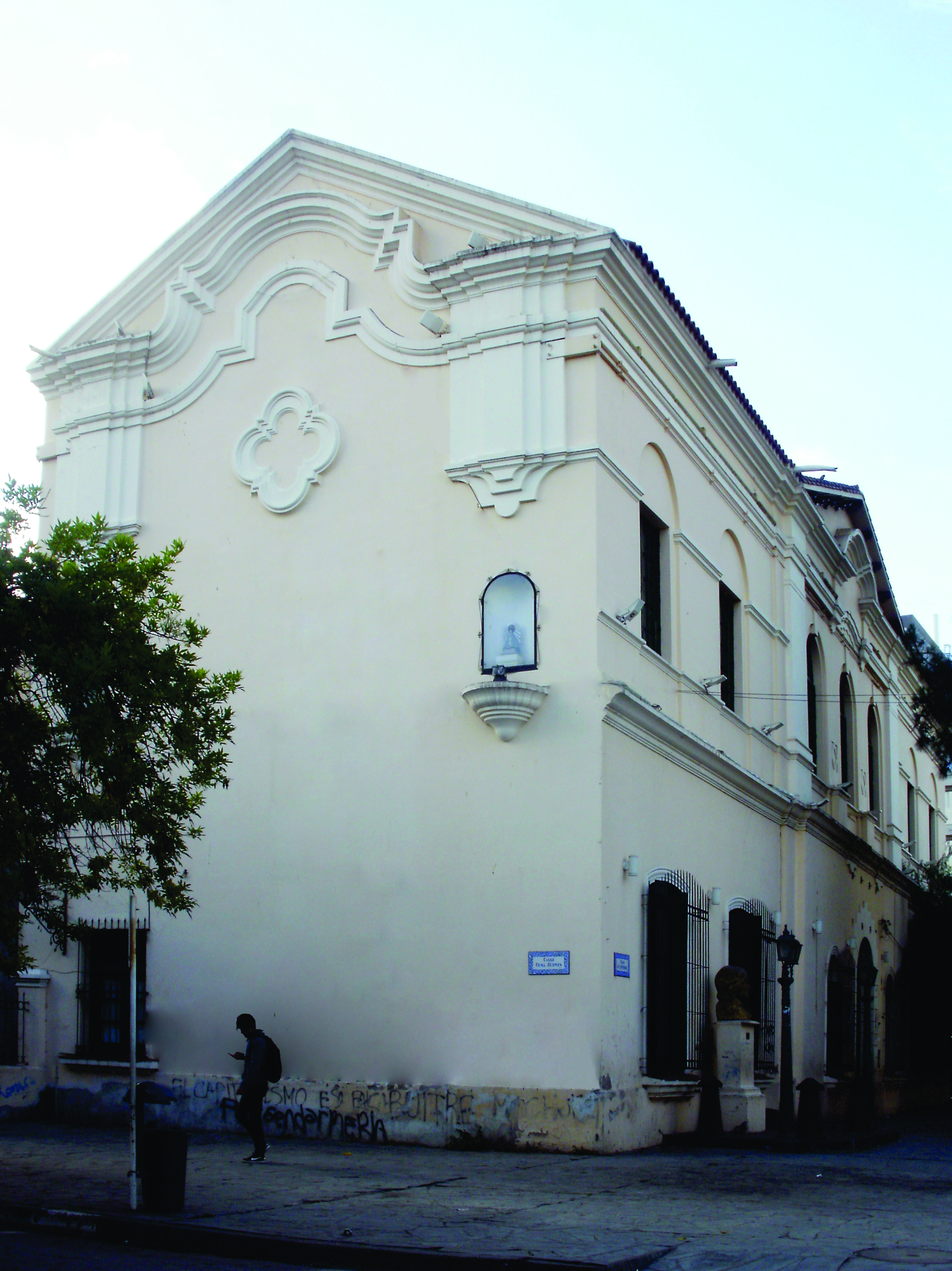
Escuela Justo José de Urquiza de la Ciudad de Salta. El Consejo de Instrucción Pública para el mejor servicio de los intereses educacionarios, había resuelto continuar afianzando la máxima constitucional: instrucción a los ciudadanos pública y gratuita. En fecha 19 abril 1883, ordenó una licitación para la construcción de una casa escuela de dos pisos, en un sitio ubicado al norte de esta ciudad, entre las calles Buenos Aires y General Güemes «...conforme al plano proyectado en el Departamento Nacional de Ingenieros por el Ing, Moneta, aprobado por el Gobierno Nacional previo informe de este Departamento...». El entonces presidente del Consejo de Instrucción Pública, Dr. Abraham Echazú, Secretaría del Sr. Florentín Serrey, en nota de fecha 11 Mayo 1883 dirigida al entonces gobernador de la Provincia, Dr. Miguel S. Ortiz, informó al Poder Ejecutivo que convocó a una primera licitación para la construcción de una casa escuela «...con arreglo a los planos exhibidos en el Departamento de Instrucción Pública...», debiendo los interesados presentar hasta el 21 de ese mes presupuestos de construcción. No habiendo los proponentes satisfecho las condiciones, se efectuó una segunda licitación para el día 28 abril, presentándose el arq. Riguetti. Cumplidos los trámites, se requirió al Sr. gobernador, gestione por su intermedio, una subvención al Gobierno Nacional por la suma de $b 15.150 o su equivalente en moneda nacional, la que debía integrarse al presupuesto total de $b 30.300. Esta edificación introdujo innovación en los techos, en vez de ser enmaderados se recurrió al uso de bóveda. Conclusión: el Sr. Riguetti, no fue el autor del proyecto, si el empresario que concretó el plano del Ing. Moneta, generándose con esta obra un nuevo núcleo de entorno de urbanización para la edificación de nuevos y bellos edificios, integrados a otros hermosos espacios urbanos en formación: escuela primaria de varones y niñas frente a la Iglesia de la Candelaria (Arq. Noé Macchi conde di Cellere); cárcel penitenciaria; Templo Nuestra Señora de la Candelaria de La Viña (autor del edificio actual y principal: arquitecto Noé Macchi conde di Cellere. Campanario: construcción y cálculo: arquitecto Riguetti); Catedral (diseño de frontis, atrio, campanarios y galería al costado izquierdo desde la entrada a la sacristía: arquitecto Noé Macchi conde di Cellere; construcción: arquitecto Riguetti y & ); Iglesia San Francisco (campanario: diseño, cálculo y construcción, arquitecto Riguetti); pirámide de la plaza 9 de Julio, primer monumento político conmemorativo a la institución republicana (arquitecto Noé Macchi conde di Cellere); el primer monumento destinado a un prócer de la independencia, General Manuel Belgrano en plaza homónima adyacente a una reciente boulevard (arquitecto Noé Macchi di Cellere), entre otras edificaciones relevantes. (A. B. H. P. S. Archivo y Hemeroteca de la Biblioteca Histórica de Salta; Archivo Municipal de Salta).
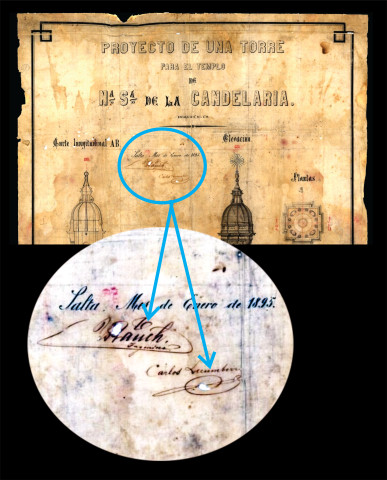
Campanario de la Iglesia La Viña. Así como el Sr. Francisco Riguetti, no fue el proyectista del edificio principal del Templo Iglesia La Viña de Salta, toda vez que la misma fue «…realizada sobre diseño del maestro Noé Macchi… En el frontis se lee: …Arquitecto Noé Macchi 1.884». (véase: Estudios de Arte Argentino, La Ciudad de Salta y su Región, Academia Nacional de Bellas Artes, Graciela Viduales, 1983,pág 35, 170 y ccs.); «…El actual se hizo sobre diseños del arquitecto Noé Macchi...» (véase: Patrimonio Artístico Nacional Academia Nacional de Bellas Artes, Bs. As., Académico de número Prof. Héctor Schenone, 1988, págs. 177, 358 y ccs.); la torre de la campana en su PROYECTO ORIGINAL, ES FIRMADO CONJUNTAMENTE POR LOS INGENIEROS CARLOS LECUMBERRI y RAUCH EN CALIDAD DE COAUTORES (véase: fotografía parcial del plano; Archivo Arzobispal). Encontrándose paralizada su construcción por varios años, en procura de la completividad de la torre entonces inconclusa en sus cuerpos 3º, 4º, 5º y chapitel,«...Para la conclusión de la obra se recurrió …a Francisco Riguetti…» (véase: Estudios de Arte Argentino, La Ciudad de Salta y su Región, Academia Nacional de Bellas Artes, Graciela Viduales, 1983, págs, 35, 170 y ccs.). Previa licitación, se adjudicó a éste, acompañándolo de un nuevo « Cálcolo de la Torre de la Eglesia de la Viña ». Si comparamos el campanario tal como hoy se exhibe, culminado por el Arq. Riguetti, éste difiere sustancialmente con el proyectado por los Ingenieros Lecumberri y Rauch.